# Гагарин, Семён Семёнович Ветчина
Князь Семён Семёнович Гагарин по прозванию Ветчина — воевода во времена правления Фёдора Ивановича и Бориса Годунова.
Из княжеского рода Гагарины. Третий, из четырёх сыновей князя Семёна Ивановича Гагарина. Имел братьев, князей: Ивана, Фёдора и Гаврилу Семёновичей, известных по родословным.

## Биография

### Служба Фёдору Ивановичу
В 1588-1589 годах первый воевода в Крапивне, после сходный воевода окраинных войск. В 1590 году второй воевода Большого полка в Туле. В 1591 году второй воевода Большого полка в Рязани вместе с Семёном Васильевичем Сабуровым, а после сходный воевода окраинных войск в том же полку. В этом же году при нашествии крымских татар на Москву, сперва третий обозный воевода, а потом третий воевода в Сторожевом полку. В 1592 году воевода в Черни и велено уму сходиться сперва в Михайлове и быть воеводой Большого полка с С. В. Сабуровым, а потом в Туле с князем Борисом Камбулатовичем Черкасским. В 1593 году ходил сходным воеводой Сторожевого полка из Черни в Тулу, потом воевода Передового полка окраинных войск с князем Долгоруковым. В этом же году послан в «дикое поле» вторым воеводой Большого полка в погоню за татарами. В 1594 году отправлен первым воеводой Большого полка из Крапивны для охранения от Речи Посполитой. В 1595 году вновь воевода в Черни, откуда ходил сходным воеводой Сторожевого полка с князем Андреем Дмитриевичем Хилковым. В сентябре 1596 года второй воевода Большого полка в Туле. В 1597 году, сперва в Крапивне первый воевода, а при собрании больших воевод второй воевода Сторожевого полка. В этом же году воевода в Пронске для охранения от нашествия татар, а после переведён первым воеводой в Чернь, откуда ходил сходным воеводой Сторожевого полка в окраинные войска.

#### Служба Борису Годунову
В 1598 году был в государевом походе по крымским вестям в Серпухове, потом послан воеводой в Курск, где и пробыл весь следующий 1599 год. В 1600 году воевода в Михайлове вместе с Алексеем Романовичем Плещеевым, с назначением не согласился и начал местничество. В 1601 году второй воевода в городе Царь-Борисов, где местничал с третьим воеводой князем Фёдором Петровичем Барятинским: «и бояре сказали, и велели князю Фёдору Барятинскому ехать в Царёв-Борисов город и быть без мест: А указ де вам будет, как вам быть и кому с кем».

## Семья
От брака с неизвестной имел детей:
- Князь Гагарин Иван Семёнович Ветчина — голова и воевода.